# Кавказька вівчарка
Кавка́зька вівча́рка — порода собак групи 2. Є однією з найдавніших порід, існує вже понад три тисячі років.

## Опис
Кавказькі вівчарки — собаки вище середнього і великого зросту, міцного та грубого типу конституції, мають природну злісність і недовірливість до сторонніх людей. Витривалі й невибагливі, пристосовані до утримання в будь-яких кліматичних умовах.
Тип конституції міцний грубий з масивним кістяком і сильною мускулатурою. Шкіра товста, але еластична. Індекс формату — 102–108.
Висота в загривку псів — не нижче 65 см, сук — не нижче 62 см.

### Особливості поведінки
Тип вищої нервової діяльності сильний, урівноважений, спокійний. Переважає активна оборонна реакція. Характерні злісність і недовірливість до сторонніх.

## Морфологія

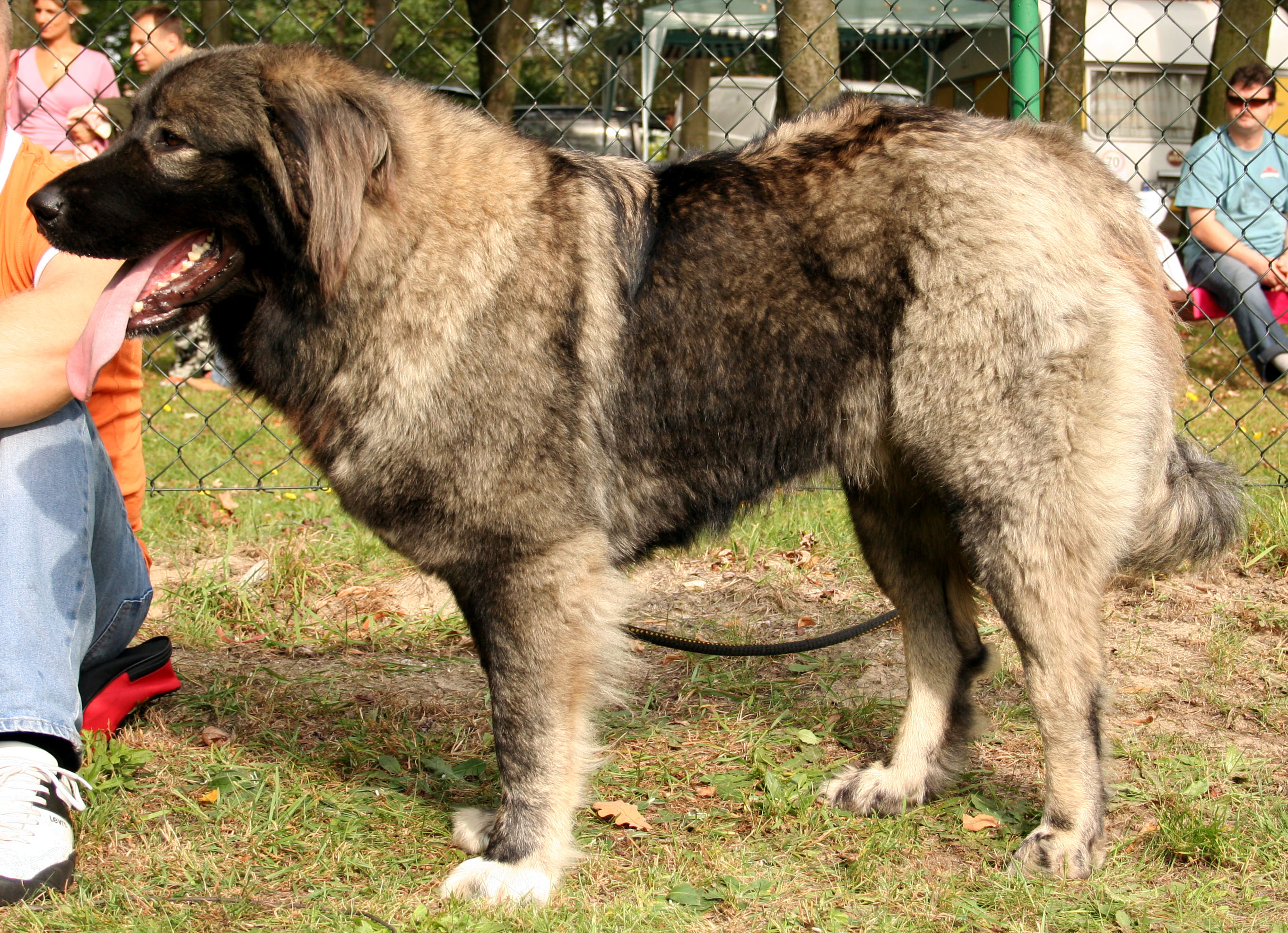
Кавказька вівчарка

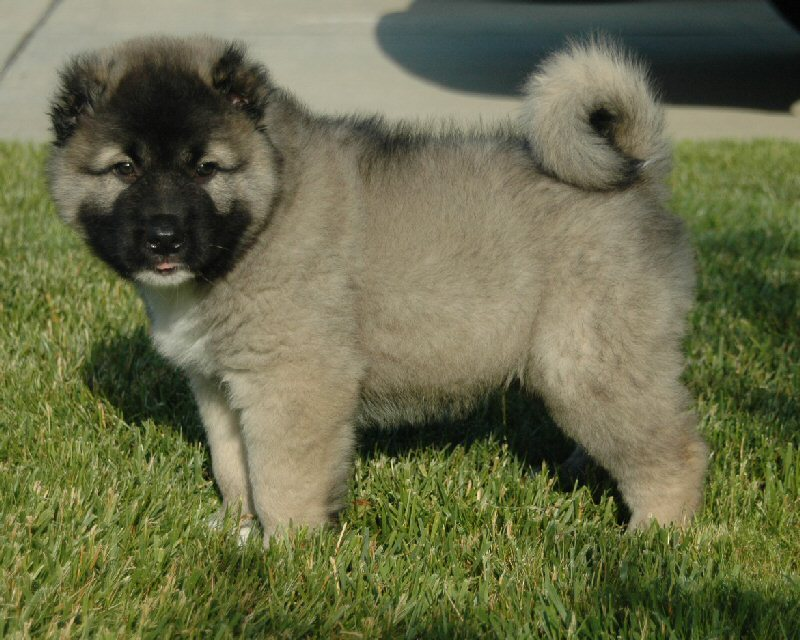
Цуценя кавказького вівчара

Статевий тип добре виражений. Пси більші й масивніші за сук.
Шерстяний покрив. Шерсть пряма, груба, з добре розвиненим підшерстям світлішого, ніж остюк, кольору. На голові і передній поверхні ніг волосся коротше, щільно прилегле. По довжині шерсть розділяється на три групи: довгошерсті — з подовженим остевим і покривним волосом; грива, очоси, «штани», рівномірно довгий волос на хвості робить його товстим і пухнастим; коротко шерстні — шерсть густа, відносно коротка, без гриви, очосів, «штанів» і підвісу; проміжного типа — з подовженою шерстю, але без гриви, очосів, «штанів» і підвісу; що перпендикулярно стоїть («дибки»). Довжина підшерстя й остевого волоса рівні.
Забарвлення. Зонарно-сірий, різних, зазвичай світлих і рудуватих, відтінків; рудий, палевий, бурий, тигровий, рябий, плямистий, білий.
Голова. Голова масивна, з широкою черепною частиною і сильно розвиненими щелепами, де густа шерсть утворює «баки». При огляді збоку голова має форму тупого клину. Лоб широкий, плоский, розділений невеликою борозенкою, ледве опуклий, високий. Ширина черепа дорівнює його довжині. Перехід від лоба до морди виражений нерізко. Морда коротка (на 2-3 см коротше за довжину голови), широка і глибока, мало загострена, з товстими, але сухими губами. При огляді спереду і зверху нагадує тупий клин. Мочка носа велика, широка, чорна. У білих і ясно-палевих собак допускається коричнева мочка носа.
Вуха. Високо і широко розставлені, висячі, коротко купейні.
Очі. Невеликі, овального розрізу, глибоко посаджені, темні, поставлені ледве криво. Погляд прямий, злий, але відкритий. Віка сухі.
Зуби. Білі, великі, різці нижньої щелепи розташовані на одній лінії. Прикус ножицеподібний. Дуже великі й довгі ікла нижньої щелепи.
Шия. Потужна, коротка, низько поставлена (30-40 градусів).
Загривок. Добре виражений, підведений над лінією спини, широкий, м'язистий.
Спина. Широка, пряма, м'язиста. 
Поперек. Короткий, широкий, м'язистий, декілька опуклий.
Круп. Широкий, м'язистий, майже горизонтально поставлений.
Хвіст. Високо посаджений, опущений вниз, середньої довжини. Серпоподібний, гачком або кільцем. Допускається купірування хвоста. У збудженому стані підіймається вище за лінію спини.
Груди. Грудна клітка досить широка, глибока, ребра округлої форми.
Живіт. Помірно підтягнутий.
Передні кінцівки. При огляді спереду прямі й паралельні. Кут зчленування плечі-лопатки близько 100 градусів. Передпліччя прямі, масивні, зап'ясти короткі, масивні, поставлені прямовисно або з незначним нахилом. Довжина передніх ніг до ліктів трохи більш ніж половина висоти в загривку. Індекс високоногості 50-54. Лапи великі, овальної форми, зведення справжні в грудці.
Задні кінцівки. При огляді ззаду прямо і паралельно поставлені, збоку — декілька випрямлені в колінних суглобах. Стегна м'язисті і широкі. Гомілки короткі; скакальні суглоби сильні, широкі, декілька випрямлені. Прямовисна лінія, опущена від сідничного горба, повинна проходити через центр скакального суглоба і плесна.
Рухи. Вільні, неквапливі. Характерним алюром є короткий клус, зазвичай перехідний при прискореному русі в дещо важкий чвал. При русі лапи повинні рухатися прямолінійно з деякою наближеністю передніх кінцівок до середньої лінії. Загривок і круп на клусі мають бути на одному рівні.

## Дискваліфікуючі пороки
Крипторхізм. Чорне і коричневе забарвлення шерсті. Відсутність хоч би одного з різців, іклів, третіх або четвертих премолярів, перших або других молярів, понад чотири зуби в будь-якому поєднанні, понад два других премоляри. Всі відхилення від ножицеподібного прикусу.

## Особливості поведінки
З одного боку, собака спокійний і флегматичний. Проте має природжений охоронний інстинкт, недовірливий до сторонніх і володіє вибуховим темпераментом. Навчаються добре, але умовні рефлекси закріплюються повільно. Собака самостійний, схильний самостійно ухвалювати рішення. До дітей ставиться спокійно, але на роль няньки не годиться. Собаку потрібно своєчасно виховати, інакше він намагатиметься зайняти положення лідера. Часто агресивні до інших собак.

## Догляд
Вирощування собаки. Цуценят потрібно грамотно навантажувати фізично, оскільки у важких собак легко деформуються суглоби. З цієї ж причини не можна перегодовувати собаку. Обов'язково потрібно забезпечити собаку мінеральною і вітамінною підгодівлею.
Прогулянки. Необхідні тривалі прогулянки спокійним кроком по асфальту і перетнутій місцевості. Собаки погано переносять спеку і тому не гуляйте з ними довго на сонці.
Годування. Собаці потрібне повноцінне харчування, але в жодному разі не надлишкове. Інакше собака може стати пухкою і малорухливою, що обов'язково позначиться на здоров'ї.
Догляд за шерстю. Довга шерсть кавказької вівчарки вимагає щоденного вичісування. Собака дуже складний для утримання у квартирі, оскільки в домашніх умовах линяє цілий рік.
Проблеми зі здоров'ям. Недостатнє або надлишкове харчування в щенячому віці викличуть проблеми з кінцівками. При постійному утриманні в теплі порушується структура шерстяного покриву.